# Linda semiatra
Linda semiatra är en skalbaggsart som beskrevs av Holzschuh 2003. Linda semiatra ingår i släktet Linda och familjen långhorningar.
Artens utbredningsområde är Nepal. Inga underarter finns listade i Catalogue of Life.